# Thressa gigas
Thressa gigas är en tvåvingeart som först beskrevs av Frey 1923.  Thressa gigas ingår i släktet Thressa och familjen fritflugor. Inga underarter finns listade i Catalogue of Life.